# Српско хералдичко друштво Бели орао
Српско друштво за хералдику, генеалогију, вексилологију и фалеристику „Бели орао“, познатије као Српско хералдичко друштво , основано је 1991. године и једино је стручно и професионално удружење у Србији које се систематски бави проучавањем и радом у области науке о грбовима, родословима, заставама и одликовањима, укључиво и ужа специјалистичка подручја као што су инсигниологија, архонтологија и нобилијарно право.
Задатак и циљ Друштва је истраживање и регистровање српског хералдичког наслеђа, стварање националног хералдичког стандарда и терминолошког речника и стварање и неговање новог и савременог хералдичког израза заснованог на најбољој традицији и искуству домаће и европске хералдике. 
Друштво окупља 75 чланова из земље и иностранства, који делују у четири категорије чланства: почасно, редовно, ванредно и дописно.
Редовни чланови се бирају по посебној процедури, међу лицима која имају референце у некој од области којима се Друштво бави, а ванредни чланови међу међународно признатим ауторитетима из поменутих области рада, нерезидентима Србије и Црне Горе. У дописно чланство се примају лица која имају активности или изражено интересовање за области којима Друштво бави.
Стручни рад Друштва спроводе његова четири стручна колегијума: 
- Колегијум за хералдику (у чији домен деловања спадају територијална, корпоративна и породична хералдика)
- Колегијум за генеалогију
- Колегијум за фалеристику
- Колегијум за вексилологију

Друштво издаје низ интерних публикација намењених информисању сопствених чланова и размени са сродним иностраним организацијама.
Друштво води Регистар грбова племића, инкорпорисаних титулара и других армигера на читавом националном подручју.
Оснивачи Друштва су:
- Драгомир Ацовић
- Бранко Богдановић
- Лазар Герић
- Братислав Ђуровић
- Светомир Јаковљевић
- Радош Љушић
- Миладин Марковић
- Александар Палавестра
- Марко Поповић
- Љубомир Стевовић
- Радомир Столица